# Vương quốc thiên đường (phim)
Vương quốc thiên đường (tên gốc: Kingdom of Heaven) là một bộ phim sử thi sản xuất năm 2005, được đạo diễn và sản xuất bởi Ridley Scott và kịch bản được viết bởi William Monahan. Bộ phim có sự tham gia của các ngôi sao như Orlando Bloom, Eva Green, Jeremy Irons, David Thewlis, Brendan Gleeson, Marton Csokas, Liam Neeson, Edward Norton, Ghassan Massoud và Alexander Siddig.
Bộ phim đặt dưới bối cảnh cuộc thập tự chinh vào thế kỷ thứ 12. Một thợ rèn người Pháp đã đến vương quốc Jerusalem nhằm hỗ trợ họ trong cuộc phòng thủ trước sự tấn công của Saladin, người đang cố giành lại thành phố trước sự lan rộng của Kitô giáo, dẫn đến cuộc chiến ở Hattin. Bộ phim như một bức tranh phác họa lại cuộc đời của Balian xứ Ibelin.
Bộ phim được quay ở Ouarzazate, Ma rốc, nơi Scott trước đây đã quay Gladiator và Black Hawk Down. Phim cũng có những cảnh quay ở những địa điểm thuộc Tây Ban Nha như Lâu đài Loarre (Huesca), Segovia, Ávila, Palma del Río và Casa de Pilatos ở Sevilla.

## Nội dung phim
Bộ phim bắt đầu với bối cảnh năm 1184 ở một vùng quê Pháp, nhân vật chính Balian (Orlando Bloom) là một thợ rèn đang bị ám ảnh trước cái chết của vợ mình (tự sát). Một nhóm hiệp sĩ thập tự chinh bất ngờ xuất hiện, một trong số họ giới thiệu rằng mình là cha của Balian, Baron Godfrey xứ Ibelin (Liam Neeson). Godfrey đề nghị anh cùng quay về với ông ở vùng đất Thánh, tuy nhiên Balian từ chối và nhóm hiệp sĩ bỏ đi. Linh mục của làng, cũng là anh họ của Balian (Michael Sheen) tiết lộ rằng hắn đã ra lệnh chặt đầu vợ Balian trước khi chôn. Trong một phút tức giận, Balian đã giết ông anh này và bỏ đi.

Balian tham gia vào nhóm của cha anh, hi vọng rằng mình sẽ được tha thứ và xá tội ở Jerusalem. Balian gặp được cha mình chưa lâu thì cả nhóm bị tấn công bởi đám lính của giám mục gửi đến nhằm bắt giữ và ám sát Balian. Godfrey từ chối giao nộp Balian và tấn công đáp trả, trong lúc chiến đấu, Godfrey bị trúng tên vào chỗ hiểm và bị thương nặng.
Ở Messina, Godfrey phong tước hiệp sĩ cho Balian, anh sẽ phục vụ vua thành Jerusalem và bảo vệ người dân vô tội. Godfrey ra đi không lâu sau đó. Trong chuyến đi tới Jerusalem, thuyền chở Balian gặp bão và bị đắm, anh là người duy nhất sống sót. Balian sau đó phải đối đầu với một kỵ sĩ hồi giáo, người bắt anh giao nộp ngựa của mình, anh dễ dàng giết chết tên kỵ sĩ này và yêu cầu người hầu của hắn dẫn mình đến thành Jerusalem. Sau khi đến nơi, Balian phóng thích tên người hầu này, trước khi đi, hắn bảo với anh rằng hành động của anh sẽ mang lại cho anh danh vọng và sự kính trọng của người hồi giáo.
Balian dần gây dựng được các mối quan hệ với hoàng tộc như: vị vua mắc bệnh phong Baldwin IV (Edward Norton), Tiberias (Jeremy Irons) - tướng quân của thành Jerusalem, công chúa Sibylla (Eva Green) và chồng cô - Guy de Lusignan (Marton Csokas), người ủng hộ những hoạt động của những phe chống đạo Hồi. Sau sự ra đi của Baldwin, Guy có ý định phá vỡ mối quan hệ vốn đã mong manh với sultan Saladin và tuyên chiến với đạo Hồi.Guy và đồng minh của hắn ta, Raynald xứ Châtillon (Brendan Gleeson) tấn công một đoàn xe của người Hồi giáo và Saladin lập tức đáp trả bằng việc bao vây thành Kerak của Raynald. Lệnh theo nhà vua, Balion chỉ huy quân bảo vệ dân làng và trực tiếp tấn công kỵ binh của Saladin, tuy nhiên do sự chênh lệch về lực lượng, Balian và người của anh thất bại và bị bắt giữ. Bất ngờ người chỉ huy của quân địch chính là tên người hầu anh từng thả đi, thực chất là tay chân của Saladin, tên Imad ad-Din. Imad ad-Din thả Balian đi, ngay sau đó Saladin và quân đội của ông tràn đến cùng lúc với quân đội của nhà vua. Vua Baldwin hứa sẽ trừng trị Raynald nhằm tiếp tục giữ mối hòa hảo với Saladin dù biết rằng điều đó sẽ làm ông yếu thế.
Vua Baldwin sau đó đã đề nghị Balion kết hôn với Sibylla và nắm quyền chỉ huy quân đội vì biết hai người đã có ý với nhau, tuy nhiên Balion đã khéo léo từ chối vì biết rằng điều này còn cần sự chấp nhận từ Guy. Sau khi vua Baldwin băng hà, Sibylla kế vị và Guy trở thành vua. Guy thả Raynald, lệnh cho hắn tuyên chiến với đạo Hồi bằng việc giết hại em gái Saladin và gửi thủ cấp đến chỗ ông. Guy còn cho sát thủ đến giết Balion, tuy nhiên việc này không thành công.
Guy và hội Templars mang quân tấn công Saladin, bỏ mặc lời khuyên của Balion rằng quân đội cần nguồn nước. Quân Saladin sau đó dễ dàng đánh bại đạo quân này và mang quân vây hãm thành Jerusalem, Tiberias tin rằng Jerusalem sẽ thất thủ nên đã bỏ đến Cyprus cùng đội quân của mình. Balian chỉ huy quân trong thành chống cự mãnh liệt, cuộc vây hãm kéo dài ba ngày và Saladin buộc phải đàm phán do tổn thất rất nhiều lính. Khi Balian quả quyết rằng sẽ đốt trụi thành phố trước khi đầu hàng, Saladin đã đồng ý cho phép những người theo đạo Thiên chúa được rút khỏi thành an toàn, đổi lại thành Jerusalem sẽ thuộc về đạo Hồi.
Balian cùng Sibylla quay trở về Pháp sinh sống, một toán hiệp sĩ Anh đã đến ngỏ lời rủ chàng cùng đoạt lại thành Jerusalem, Balian thẳng thừng từ chối. Kết thúc phim là hình ảnh Balian cùng Sibylla đến thăm mộ vợ cũ và bắt đầu một cuộc sống mới cùng nhau.

## Diễn viên
Nhiều người trong số các nhân vật trong phim là phiên bản tiểu thuyết hóa về những nhân vật trong lịch sử:
- Orlando Bloom vai Balian.
- Eva Green vai Sibylla.
- Jeremy Irons vai Tiberias.
- David Thewlis vai the Hospitalier.
- Brendan Gleeson vai Raynald.
- Edward Norton vai King Baldwin.
- Marton Csokas vai Guy de Lusignan.
- Michael Sheen vai Linh mục.
- Liam Neeson vai Godfrey.
- Ghassan Massoud vai Saladin.
- Alexander Siddig vai Nasir.
- Khaled Nabawy vai Mullah.
- Kevin McKidd vai thị vệ người Anh.
- Velibor Topic vai Almaric.
- Jon Finch vai Patriarch.
- Ulrich Thomsen vai hội trưởng hội dòng đền
- Nikolaj Coster-Waldau vai đội trưởng bảo vệ làng
- Martin Hancock vai Gravedigger.
- Nathalie Cox vai vợ Balian.
- Eriq Ebouaney vai Firuz.
- Jouko Ahola vai Odo.
- Philip Glenister vai Squire.
- Bronson Webb vai Apprentice.
- Steven Robertson vai Angelic Priest.
- Alexander Potts vai Baldwin V (bản chưa cắt).
- Moustapha Touki vai hiệp sĩ Saracen.
- Michael Shaeffer vai thị vệ trẻ.
- Nasser Memarzia vai quý tộc đạo Hồi.
- Lotfi Yahya Jedidi vai quản gia của Ibelin.
- Samira Draa vai hầu nữ của Sibylla.
- Matthew Rutherford vai Rider.
- Michael Fitzgerald vai Humphrey.
- Karim Saleh vai sứ giả Saracen.
- Shane Attwooll vai hiệp sĩ dòng đền của Raynald.
- Giannina Facio vai em gái Saladin
- Emilio Doorgasingh vai kỹ sư Saracen.
- Peter Cant vai cậu bé.
- Angus Wright vai hiệp sĩ của Richard.
- Iain Glen vai Richard Coeur de Lion.

## Sự thật lịch sử
Vai diễn của Bloom, Balian xứ Ibelin, thực ra là một đồng minh thân cận của Raymond III xứ Tripoli, và nhân vật Tiberias trong phim, chính xác là một thành viên của một phe phái đang tìm kiếm một vị trí trong vùng Cận Đông chắp vá và phản đối chính sách ngang ngược của Raynald xứ Châtillon, hội Templars và "hội cuồng tín mới đến từ châu Âu", phe phái đã từ chối hòa bình với Hồi giáo. Balian là một quý ông chín chắn, chỉ ít hơn Raymond hai tuổi và là một trong những quý tộc quan trọng nhất của vương quốc chứ không phải là một thợ rèn người Pháp như trong phim. Bố của ông, Barisan, tìm thấy gia đình Ibelin ở phía đông, có lẽ đã đến từ Italy. Balian và Sibylla thực ra đã hội ngộ trong trận phòng thủ Jerusalem, tuy nhiên đã không xuất hiện quan hệ tình cảm nào giữa hai người. Balian kết hôn với mẹ kế của Sibylla là Maria Comneva, nữ hoàng kế vị của Jerusalem và Quý bà xứ Nablus. Nablus, hay đúng hơn là Ibelin, là lãnh địa của Balian vào thời điểm Jerusalem thất thủ.
Cuốn "The Old French Continuation" (hay còn gọi là Biên niên sử Ernoul) của William xứ Tyre đã cho rằng Sibylla đã say mê anh trai của Balian là Baldwin xứ Ibelin, một người đàn ông góa vợ gấp đôi tuổi cô, tuy nhiên điều này không được chính xác cho lắm, có lẽ Raymond xứ Tripoli đã âm mưu đảo chính để lấy được cô nhằm gia tăng sức mạnh cho phe của ông. Truyền thuyết này dường như đã được đoàn làm phim dựa theo để tạo ra mối tình lãng mạn giữa Sibylla và một thành viên trong gia đình Ibelin.
William xứ Tyre khám phá ra bệnh phong của Baldwin IV, giải thích của ông đã làm cơ sở lịch sử rất nhiều cho bộ phim.
Vua Baldwin IV của Jerusalem, người tại vị từ năm 1174 đến 1185, là một người bị phong và em gái Sibylla của ông đã chủ động kết hôn với Guy xứ Lusignan. Baldwin IV đã đề phòng Guy từ trước vậy nên Guy không thể lật đổ Baldwin ngay lập tức. Baldwin nhường ngôi cho đứa con trai 5 tuổi của Sibylla với chồng cũ, William xứ Montferrat, đặt hiệu là Baldwin V, cùng làm vua với Baldwin IV từ năm 1183. Sau cái chết của Baldwin IV, cậu bé này làm vua một mình trong vòng một năm, trước khi qua đời vào năm 1186, khi mới 9 tuổi. Sau cái chết của con trai, Sibylla cùng Guy đóng quân trong thành phố và cô thừa kế ngai vị. Cảnh đăng quang ngai vị trong phim thực ra rất sốc ở ngoài đời, Sibylla bị ép phải hứa rằng sẽ ly dị Guy trước khi trở thành nữ hoàng đổi lại cô sẽ được phép chọn phe liên hiệp cho riêng mình. Sau khi được trao vương miện bởi Patriarch Heraclius xứ Jerusalem (người không được đề cập đến tận cuối phim), cô đã chọn Guy là phe liên hiệp. Raymond xứ Tripoli không có mặt vì bận cùng Balian xứ Ibelin chuẩn bị cho một cuộc đảo chính ở Nablus để đưa người em cùng cha khác mẹ của Sibylla (con gái riêng của Balian), công chúa Isabella xứ Jerusalem lên ngôi vị. Chồng của Isabella, Humphrey IV xứ Toron, từ chối tham gia cuộc nội chiến và thề trung thành với Guy
Raymond xứ Tripoli là em họ của Amalric I xứ Jerusalem, một trong những quý tộc hùng mạnh nhất của vương quốc, và đôi khi được xem là quan nhiếp chính. Ông đã được đề nghị thừa kế ngai vị, nhưng vì không có con, ông đã cố thúc đẩy đồng minh của mình đứng về phía gia đình Ibelin. Ông cũng thường xung đột với Guy và Raynald xứ Châtillon, người đã nâng vị thế của mình bằng cách kết hôn với người phụ nữ thừa kế giàu có và dựa vào nhà vua. Bộ phim đã phác họa một Raynald xứ Châtillon như một kẻ điên và không được hỗ trợ bởi bất cứ nguồn thông tin nào, dù những nguồn tương tự có mô tả rằng Raynald là một kẻ liều lĩnh, một lãnh chúa tham lam cướp bóc và thường xuyên vi phạm những thỏa ước giữa Vương quốc Jerusalem và Sultan Ai Cập. Trong phim, Guy đã kích động Raynald xứ Châtillon tấn công những đoàn hành hương Hồi giáo khi họ đang trên đường đến Mecca để đe dọa về hậu quả khi gây chiến với Saladin. Guy là một vị vua hèn nhát và thiếu quyết đoán, hắn chỉ muốn tránh phải chiến tranh với Saladin và đơn giản cũng không thể kiểm soát được Raynald liều lĩnh. Kế hoạch tấn công Kerak của Saladin đã thất bại do cuộc tập kích của Raynald trên biển Đỏ, điều này làm chấn động thế giới Hồi giáo bởi điều này đồng nghĩa rằng quân của Raynald đã rất gần hai thành phố Thánh là Mecca và Medina. Guy và Raynald cũng quấy nhiễu những đoàn bộ hành Hồi giáo, và chi tiết Raynald bắt giữ em gái Saladin dựa trên nội dung cuốn Old French Continuation of William of Tyre. Chi tiết này, không được kiểm chứng bằng bất kì nguồn nào khác, thường bị cho là không đúng. Sự thật là, sau khi Raynald tấn công một đoàn bộ hành, Saladin đã đảm bảo rằng đoàn tiếp theo, với sự đồng hành của em gái ông, đã được bảo vệ nghiêm ngặt: quý bà này đến với thiện ý. Một chi tiết trong trận Hattin, nơi các Crusader lang thang khắp sa mạc trong ba ngày mà không có nước trước khi bị đột kích được cho là đúng với lịch sử. Cảnh phim nơi Saladin đưa cho Guy một cốc nước đá (người Hồi giáo cho rằng đây là tín hiệu khi họ tha thứ cho tù binh) và sau đó nhấn mạnh rằng ông đã không đưa cho Raynald chiếc cốc (ngụ ý rằng Raynald sẽ bị xử tử) được xác nhận bởi sử gia người Ba Tư Imad ad-Din al-Isfahani, ông đã được gặp Saladin sau trận Hattin.
Balian có mặt ở trận Hattin, tuy nhiên đã trốn thoát và chạy đến Tyre, sau đó là Jerusalem để tìm lại vợ con. Lực lượng phòng thủ của thành phố, bao gồm quân đội và Patriarch Heraclius, tự xưng là lãnh đạo của lực lượng này. Trong ngày thứ 9 của cuộc vây hãm Jerusalem, những lực lượng của Saladin đã công đổ tường thành, tuy nhiên quân phòng thủ đã cầm chân họ cho đến ngày thứ 10, khi Balian đầu hàng trước Saladin. Người Công giáo trong thành phố đã tự chuộc mình và Balian không thể gây đủ quỹ để chuộc tất cả những người nghèo trong thành phố vậy nên hàng ngàn người đã trốn thoát an toàn và hàng ngàn người còn lại bị bắt làm nô lệ.
Balian và Sibylla ở lại vùng đất Thánh trong sự kiện Thập tự chinh lần ba. Sibylla là nạn nhân của bệnh dịch trong cuộc vây hãm Acre. Mối quan hệ của Balian với vua Richard I của Anh đã không thể cứu vãn vì Balian ủng hộ việc xưng vương của Conrad xứ Montferrat để chống lại Guy - chư hầu của Richard. Ông và người vợ Maria thu xếp để con gái Isabella ly dị Humphrey xứ Toron để kết hôn với Conrad. Ambroise, người đã viết một bài thơ về cuộc thập tự chinh, gọi Balian là "giả tạo hơn cả yêu tinh" và nói rằng ông ta "nên bị săn bởi chó".
Kênh The History Channel đã sản xuất một tập phim trong sê ri lịch sử của họ cùng Hollywood để phân tích sự chính xác của bộ phim. Chương trình này và một tập Movie Real (một sê ri sản xuất bởi A&E Network) về Kingdom of Heaven đều được phát hành dưới dạng DVD.

## Sản xuất

### Kỹ thuật quay phim
Góc quay của phim đã được thiết kế rất tốt và gây ấn tượng mạnh trong mỗi cảnh quay. Việc này thực sự đã tạo được danh tiếng cho bộ phim "kỹ thật quay phim xuất sắc kinh ngạc và âm nhạc thực sự gây ấn tượng". Nhà quay phim John Mathieson đã tạo nên rất nhiều cảnh quan hùng vĩ, hoành tráng, điều này đã làm cho những cảnh chiến đấu trở nên rất thật và sinh động. Kỹ thuật quay phim và dàn xếp cảnh được mô tả như "vở ba lê của ánh sáng và màu sắc" (như trong phim của Akira Kurosawa). Sự nhạy bén thị giác của đạo diễn Ridley Scott được mô tả là nét vẽ chính trong bầu trời sao của Kingdom of Heaven, các cảnh quay tuyệt đẹp và "cảnh chiến đấu kinh ngạc" được chịu trách nhiệm bởi thiết kế sản xuất của Arthur Max.

### Âm nhạc
Phim đã sử dụng âm nhạc với phong cách khác nhau nằm trong album của Scott từ bộ phim Gladiator và nhiều phim lịch sử sau này. Là sự kết hợp của ảnh hưởng từ trung cổ, trung đông, hiện đại cổ điển.

## Sự ghi nhận

### Phê bình
Từ khi ra mắt, bộ phim đã nhận được rất nhiều phản hồi từ nhiều nhà phê bình. Roger Ebert cho rằng thông điệp bộ phim muốn gửi đến thật sự sâu sắc hơn so với Gladiator.
Dàn diễn viên giành được rất nhiều khen ngợi. Jack Moore nhận xét rằng màn trình diễn của Edward Norton trong vai vua Baldwin là một "hiện tượng", và "vượt xa những điều mà chúng ta từng thấy về tài năng của anh". Diễn viên người Syri Ghassan Massoud cũng giành được lời khen cho vai diễn Saladin của mình. Ngoài ra Eva Green cũng được đánh giá cao cho vai diễn công chúa Sibylla.

### Doanh thu phòng vé
Bộ phim thất bại ở thị trường Bắc Mỹ, chỉ thu về được 47 triệu USD so với kinh phí khoảng 130 triệu USD, tuy nhiên ở thị trường châu Âu và các vùng khác đã gỡ gạc lại, mang về tổng cộng khoảng 211 triệu USD. Bộ phim thành công lớn ở những quốc gia nói tiếng Ả Rập, đặc biệt là Ai Cập. Scott cho rằng sự thất bại ở thị trường Mỹ là do việc quảng bá kém.
Cũng giống như các phim khác của Scott, Vương quốc thiên đường thành công trong việc phát hành DVD, bản không cắt đã làm mới bộ phim. Bản này nhận được rất nhiều phản hồi tích cực, tạp chí Total Film của Anh cho bộ phim 4 sao trong khi nhận xét từ trang IGN DVD là 10/10.

### Bước ngoặt
Giải thưởng
Giải thưởng điện ảnh châu Âu:
- Khán giả bình chọn – Nam diễn viên xuất sắc nhất - Orlando Bloom

Giải Vệ tinh:
- Outstanding Original Score - Harry Gregson-Williams

Giải thưởng VES:
- Hỗ trợ hiệu ứng hình ảnh nổi bật trong cảnh quay - Wes Sewell, Victoria Alonso, Tom Wood, và Gary Brozenich

Đề cử
Giải Vệ tinh:
- Diễn viên phụ nổi bật - Edward Norton
- Đạo diễn nghệ thuật và sản xuất thiết kế nổi bật - Arthur Max
- Thiết kế trang phục nổi bật - Janty Yates
- Hiệu ứng hình ảnh nổi bật - Tom Wood

Giải sự lựa chọn của giới trẻ:
- Phim bình chọn: Hành động/Phiêu lưu.
- Nam diễn viên bình chọn: Hành động/Phiêu lưu/Kinh dị - Orlando Bloom
- Cảnh hôn bình chọn - Eva Green và Orlando Bloom
- Cảnh yêu bình chọn - Eva Green và Orlando Bloom